# Гански седи
Гански седи је званична валута у Гани. Скраћеница тј. симбол за франак је ₵ а међународни код GHS. Седи издаје Банка Гане. У 2010. години инфлација је износила 10,68%. Један седи састоји се од 100 песева.
Уведен је 1965. као замена за ганску фунту.
Постоје новчанице у износима 1, 5, 10, 20 и 50 седија и кованице од 1, 5, 10, 20 и 50 песева и 1 седија.